# Brachystephanus laxispicatus
Brachystephanus laxispicatus är en akantusväxtart som beskrevs av I.Darbysh.. Brachystephanus laxispicatus ingår i släktet Brachystephanus och familjen akantusväxter. Inga underarter finns listade i Catalogue of Life.